# Alfredo Sepúlveda
Alfredo Emilio Sepúlveda Sandoval (Valparaíso, 3 agosto 1993) è un ostacolista cileno.

## Biografia
Sepúlveda, proveniente da una famiglia che sostiene l'attività sportiva (anche suo fratello Gabriel è un velocista), inizia a gareggiare in ambito regionale internazionale nel 2010, conquistando una medaglia d'oro casalinga ai Campionati sudamericani under 18. Debutta con la nazionale seniores partecipando ai Giochi sudamericani del 2014, e mondialmente l'anno seguente alle Universiadi in Corea del Sud. (esperienza ripetuta nel 2017 a Taiwan).
Nel 2017 ha preso parte conquistando una medaglia di bronzo ai Campionati sudamericani, medaglia che nell'edizione successiva in Perù è stata d'argento. Nel 2018 ha stabilito il record nazionale dei 400 metri ostacoli, oltre a vincere la medaglia d'argento, nel corso dei Giochi sudamericani di Cochabamba.

## Palmarès
| Anno | Manifestazione             | Sede           | Evento   | Risultato  | Prestazione | Note |
| ---- | -------------------------- | -------------- | -------- | ---------- | ----------- | ---- |
| 2010 | Sudamericani U18           | Santiago       | 400 m hs | Oro        | 53"6        |      |
| 2012 | Mondiali U18               | Barcellona     | 400 m hs | Batteria   | 53"43       |      |
| 2014 | Giochi sudamericani        | Santiago       | 400 m hs | 6º         | 52"68       |      |
| 2014 | Giochi sudamericani        | Santiago       | 4×400 m  | 4º         | 3'16"98     |      |
| 2014 | Sudamericani U23           | Montevideo     | 400 m hs | Bronzo     | 51"56       |      |
| 2014 | Sudamericani U23           | Montevideo     | 4×400 m  | Argento    | 3'11"93     |      |
| 2015 | Universiadi                | Gwangju        | 400 m hs | Semifinale | 51"32       |      |
| 2015 | Giochi panamericani        | Toronto        | 400 m hs | Batteria   | 52"32       |      |
| 2015 | Giochi panamericani        | Toronto        | 4×400 m  | Batteria   | 3'09"89     |      |
| 2016 | Campionati ibero-americani | Rio de Janeiro | 400 m hs | 6º         | 49"86       |      |
| 2016 | Campionati ibero-americani | Rio de Janeiro | 4×400 m  | 4º         | 3'07"56     |      |
| 2017 | Sudamericani               | Asunción       | 400 m hs | Bronzo     | 50"37       |      |
| 2017 | Sudamericani               | Asunción       | 4×100 m  | 4º         | 3'13"64     |      |
| 2017 | Universiadi                | Taipei         | 400 m hs | Semifinale | 52"26       |      |
| 2018 | Giochi sudamericani        | Cochabamba     | 400 m hs | Argento    | 49"62       |      |
| 2018 | Giochi sudamericani        | Cochabamba     | 4×400 m  | Bronzo     | 3'11"58     |      |
| 2018 | Campionati ibero-americani | Trujillo       | 400 m hs | 8º         | 51"51       |      |
| 2018 | Campionati ibero-americani | Trujillo       | 4×400 m  | Oro        | 3'10"77     |      |
| 2019 | Sudamericani               | Lima           | 400 m hs | Argento    | 50"03       |      |
| 2019 | Sudamericani               | Lima           | 4×400 m  | Bronzo     | 3'11"84     |      |
| 2019 | Giochi panamericani        | Lima           | 400 m hs | Batteria   | 52"77       |      |
| 2021 | Sudamericani               | Guayaquil      | 400 m hs | 4º         | 51"69       |      |
| 2022 | Giochi sudamericani        | Asunción       | 400 m hs | 4º         | 51"69       |      |
| 2022 | Giochi sudamericani        | Asunción       | 4x400 m  | 5º         | 3'10"00     |      |
| 2023 | Giochi panamericani        | Santiago       | 400 m hs | Batteria   | 52"34       |      |